# Ernst Udet
Ernst Udet (Frankfurt am Main, 26 april 1896 – Berlijn, 17 november 1941) was een Duitse generaal en oorlogsvlieger.

## Jonge jaren
Ernst Udet had een van de meest opmerkelijke vliegcarrières van de eerste helft van de 20e eeuw. Ernst Udet werd in 1896 geboren in Duitsland. Hij was al op jonge leeftijd geïnteresseerd in vliegtuigen. Hij was een snelle denker, een eigenschap die van pas komt als piloot. Udet vloog voor het eerst in 1913, toen hij werd meegenomen door een testpiloot. Vanaf die dag was hij vastbesloten piloot te worden. Zoals zovelen van zijn generatie werd zijn leven gekenmerkt door het uitbreken van de Eerste Wereldoorlog.

## Eerste Wereldoorlog
Toen in 1914 de oorlog uitbrak, meldde hij zich meteen aan bij het leger, maar werd afgewezen omdat hij te klein was. Toch kon hij zich bij een Reserve Regiment voegen, waar hij in aanraking kwam met piloten. Vervolgens nam hij voor 2000 Duitse Mark vlieglessen, waarna hij in april 1915 zijn vliegbrevet kreeg. In datzelfde jaar nog werd Udet gevechtspiloot en beleefde zijn eerste confrontatie met een Frans toestel. Deze confrontatie eindigde in een zware vernedering voor de jonge Duitser. Maar na deze mentale slag die hij te verwerken kreeg, wist Udet zeker dat hij nooit meer dezelfde fout zou maken. Hij trainde als nooit tevoren en ontving in maart 1916 het bericht dat er twee Franse toestellen waren gesignaleerd in de buurt van Mühlhausen. Toen hij de achtervolging inzette en de toestellen vond, bleken het er geen twee maar 22 toestellen te zijn van verschillende klassen. Hij haalde hierbij één bommenwerper neer en kreeg hiervoor zijn eerste onderscheiding, het IJzeren Kruis. Dit was zijn eerste overwinning en er zouden er nog 61 volgen.
Hij werd later in de oorlog nog leider van de Jasta 11. In die functie werd hij benoemd door zijn voorganger Manfred von Richthofen, bijgenaamd Rode Baron.

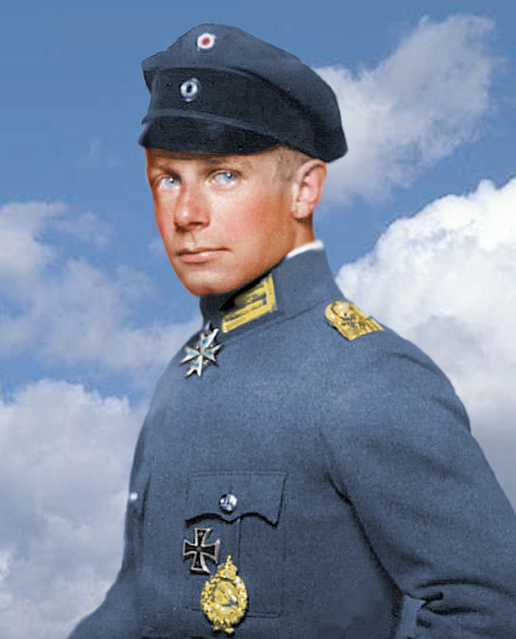
Ernst Udet tijdens de Eerste Wereldoorlog

## Interbellum
Tijdens het interbellum werd Udet stuntpiloot en bouwde een vliegtuigbouwbedrijf op, Udet Flugzeugbau geheten. Dit bedrijf zou later overgenomen worden door Willie Messerschmitt, de ontwerper van de BF-109. Udet verscheen ook in vele films, zoals SOS Eisberg (1933). Ook zijn autobiografie Mein Fliegerleben (1935) werd een grandioos succes.
Nadat zijn vrouw van hem scheidde en hij zijn bedrijf vaarwel moest zeggen, werd hij professioneel stuntpiloot. In die tijd was Udet zwaar depressief. Hij verachtte de opkomende nazi's vanwege hun brutaliteit en intolerantie.

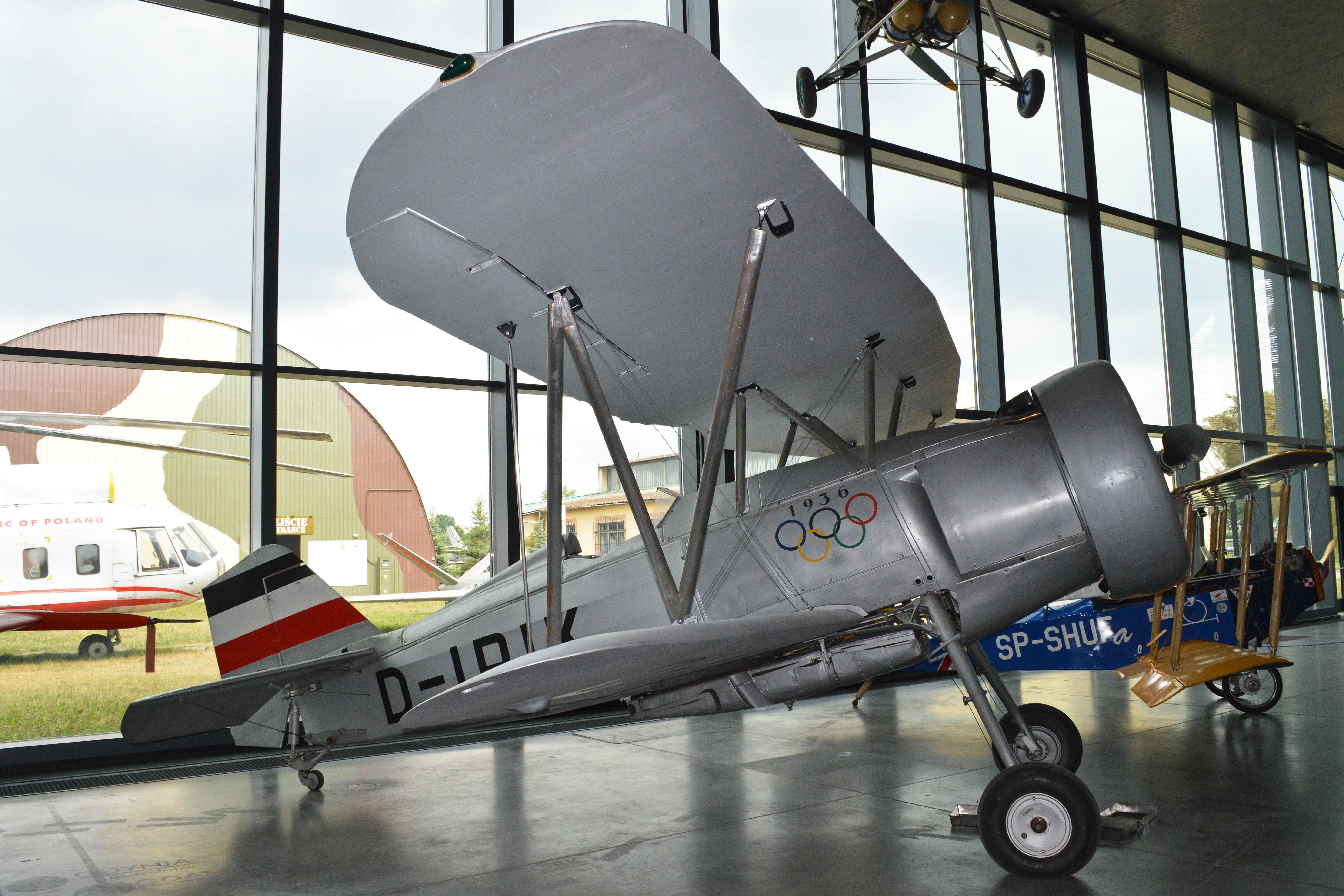
Curtiss Hawk II 'D-IRIK'; een van de twee door Göring betaalde toestellen, Pools Luchtvaartmuseum

De veranderingen in 1933 in Duitsland lieten hem persoonlijk niet ongemoeid. Hij sloot zich aan bij de NSDAP, hiertoe overreed door zijn oude vriend Hermann Göring die twee exemplaren van de Curtiss model 69 Hawk II (Curtiss F11C) voor hem betaalde. Göring vertelde hem dat Hitler van plan was om een nieuwe luchtmacht op te richten. Udet had veel belangstelling hiervoor en besloot Göring te helpen. In 1934 kwam Udet voor de moeilijke beslissing te staan of hij zich zou aansluiten bij de nieuwe luchtmacht of niet. Ondanks zijn wantrouwen tegenover de nazi's stemde hij in en hielp hen om de nieuwe luchtmacht op te bouwen. Zo ontstond de Luftwaffe. De twee Curtiss Hawks werden aan een grondig onderzoek onderworpen en droegen zo bij aan de door Udet sterk bepleitte rol voor duikbommenwerpers, en de ontwikkeling van de Junkers Ju 87 (Stuka).
Kort voor de oorlog uitbrak werd Udet bevorderd tot Generalluftzeugmeister. Hij kreeg het zwaar in zijn nieuwe baan, maar had nog steeds tijd om de nieuwste vliegtuigen van de Luftwaffe te testen.  Hij testte onder andere de Messerschmitt Bf 109. 

## Tweede Wereldoorlog
Nadat de Fransen zich op 20 juni 1940 hadden overgegeven, ontving Udet het Ridderkruis van het IJzeren Kruis en werd tot Generaloberst bevorderd. Desondanks bleef hij depressief, wat door het verlies van de Slag om Engeland en de invasie in de Sovjet-Unie alleen nog maar erger werd. Eind augustus 1941 had Udet een lang privégesprek met Hermann Göring waarin hij probeerde zich te laten ontheffen uit zijn functie. Göring weigerde.
Op 17 november 1941 pleegde Ernst Udet zelfmoord door zich door het hoofd te schieten. De Duitse propagandamachine verspreidde het valse bericht dat Ernst Udet eervol zou zijn omgekomen tijdens een testvlucht.
Op weg naar de begrafenis van Udet verongelukte Werner Mölders, een bekende gevechtspiloot uit de Tweede Wereldoorlog, tijdens een vliegtuigcrash in Breslau. Udet werd begraven naast Manfred von Richthofen op de begraafplaats Invalidenfriedhof in Berlijn. Mölders werd begraven naast Udet.

## Militaire loopbaan
- Gefreiter der Reserve: 21 september 1915[3]
- Unteroffizier der Reserve: 28 november 1915[3]
- Vizefeldwebel der Reserve: 13 maart 1916[3]
- Offiziers-Stellvertreter: 5 november 1916[3]
- Leutnant: 22 Jan 1917[3]
- Oberleutnant: 14 Sep 1918[3]
- Hauptmann: 18 augustus 1916[3]
- Major: 1 juli 1927[3]
- Oberstleutnant: 1 juni 1934[3]
- Oberst: 1 juni 1935[3]
- Generalmajor: 1 april 1937[3][4]
- Generalleutnant: 1 november 1938[3]
- General der Flieger: 1 april 1940[3][4]
- Generaloberst: 19 juli 1940[3][4]

## Decoraties
- Pour le Mérite op 9 april 1918 als Leutnant der Reserve en Führer der Jagdstaffel 4/ Jagdgeschwader Richthofen[3][5]
- Ridderkruis van het IJzeren Kruis op 4 juli 1940 als General der Flieger en Generalluftzeugmeister en Chef des Planungsamtes / RLM[3][6]
- IJzeren Kruis 1914, 1e Klasse (20 maart 1916)[3] en 2e Klasse (24 september 1915)[3]
- Herhalingsgesp bij IJzeren Kruis 1939, 1e Klasse en 2e Klasse[6][3]
- Pruisische Vliegersherinnerings-insigne
- Ehrenbecher für den Sieger im Luftkampf op 17 augustus 1916[3]
- Wilhelmskruis (Württemberg) met Zwaarden op 4 november 1916[3]
- Ridderkruis in de Huisorde van Hohenzollern met Zwaarden op 13 november 1911[3]
- Hanseatenkruis van Lübeck op 24 augustus 1918[3]
- Hanseatenkruis van Hamburg op 17 september 1916[3]
- Gewondeninsigne 1918 in zilver en zwart[3]
- Dienstonderscheiding van Leger en Marine voor (4 dienstjaren)
- Gezamenlijke Piloot-Observatiebadge in Goud met Diamanten[6]
- Grootkruis in de Militaire Orde van Verdienste (Bulgarije) met Zwaarden
- Erekruis voor Frontstrijders in de Wereldoorlog[6][3]

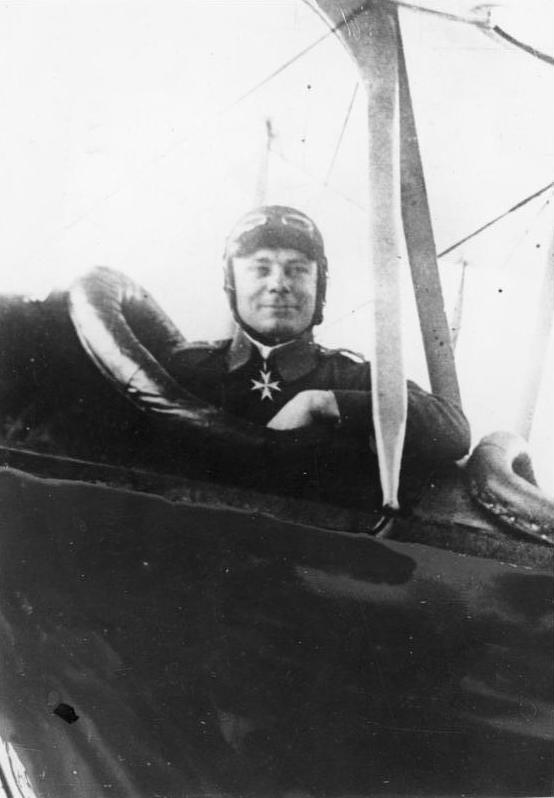
Ernst Udet in 1919.
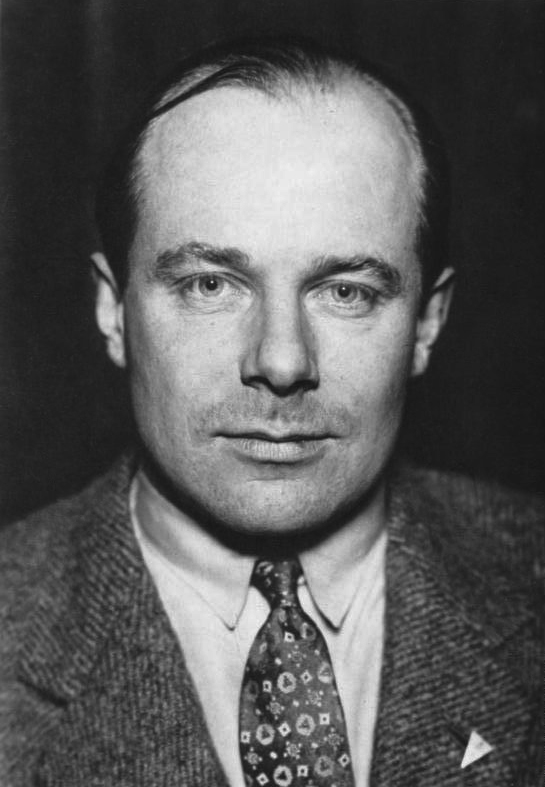
Ernst Udet in 1928.
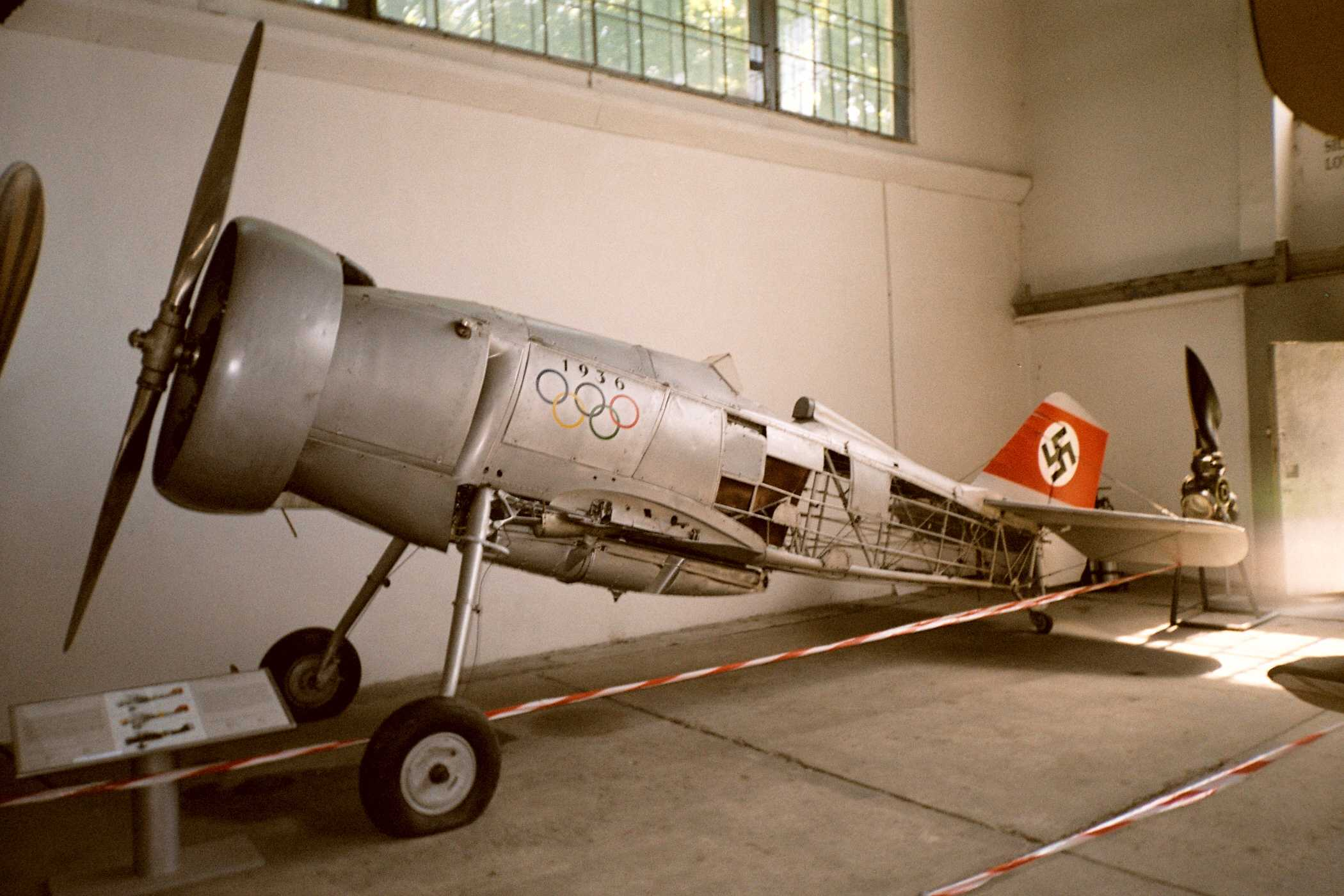
Udet's Curtiss Hawk Export (D-IRIK), zoals die te zien is in het Poolse Luchtvaart Museum.
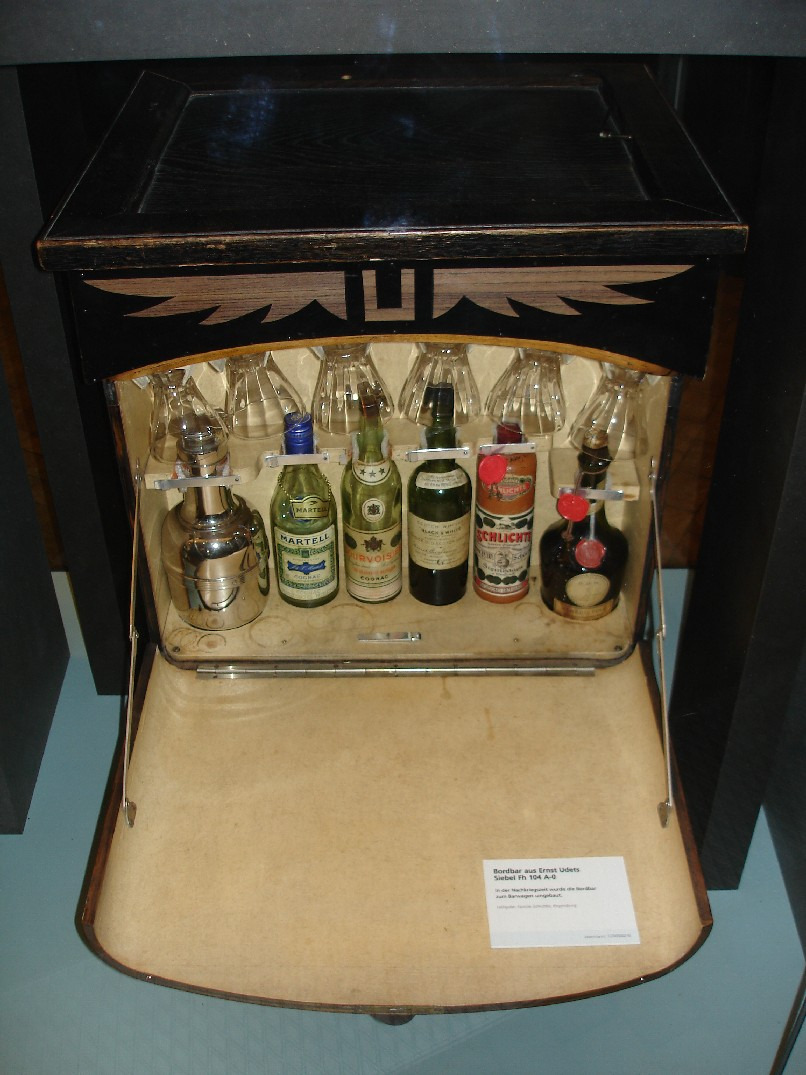
Udet's vliegtuig bar van zijn Siebel Fh 104 A-0 tentoongesteld in het Deutsches Technikmuseum Berlijn.
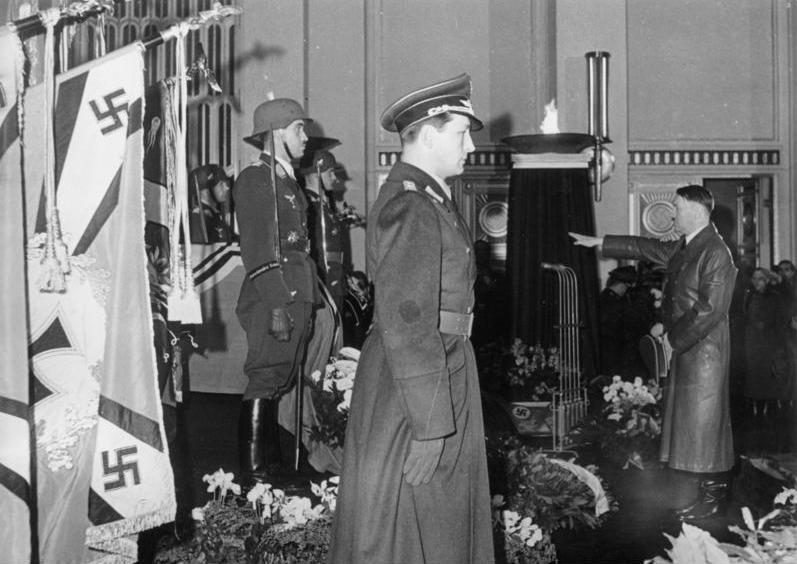
Adolf Hitler geeft eerbetoon aan de gestorven Ernst Udet.
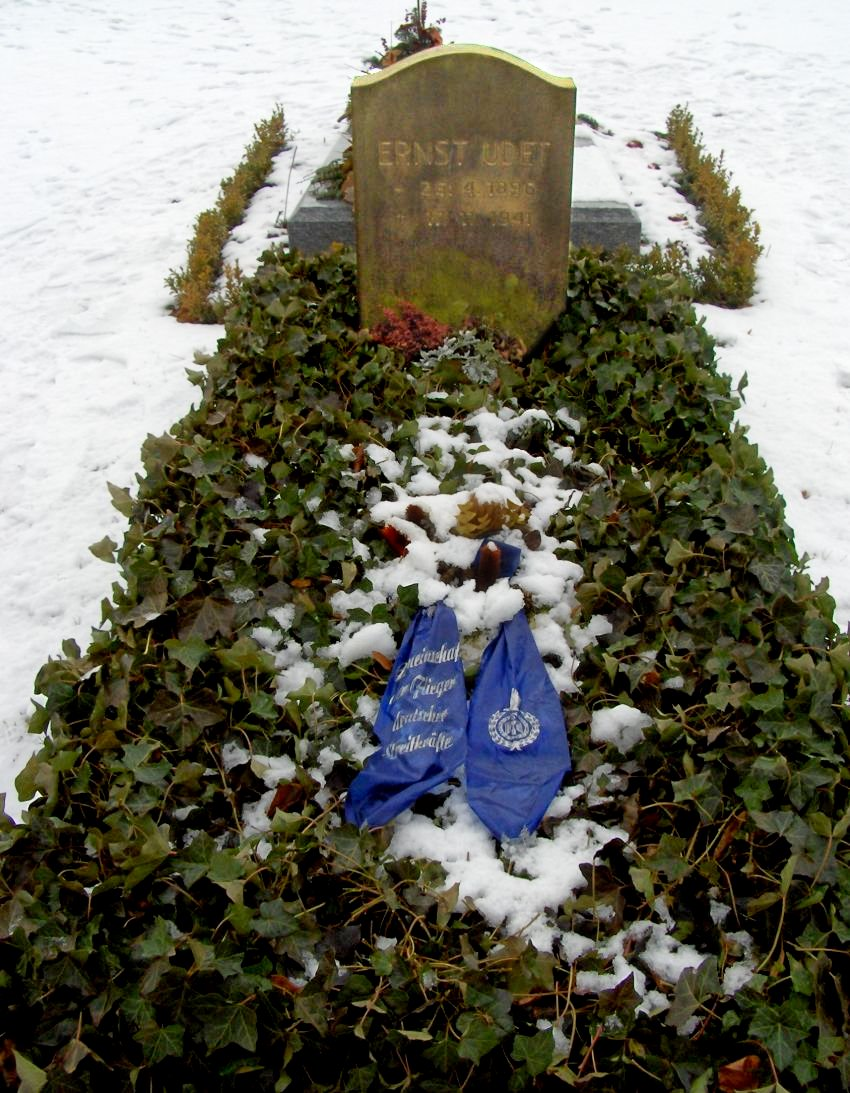
Ernst Udet's graf.

## Filmografie
- 1929: Die Weiße Hölle vom Piz Palü - als vliegenier Udet
- 1930: Stürme über dem Mont Blanc - als vliegenier Udet
- 1933: S.O.S. Eisberg - als vliegenier Udet
- 1935: Wunder des Fliegens: Der Film eines Deutschen Fliegers - als zichzelf